# Chytra (naczynie)
Chytra (stgr. χύτρα) – rodzaj starożytnego greckiego naczynia ceramicznego, garnek do gotowania.
Chytry były rodzajem pękatego garnka z szerokim wylewem, zaopatrzonym w solidny uchwyt lub dwa uchwyty, umocowywane jednym końcem do brzegu, a drugim na wysokości górnej części brzuśca. Wykonywano je z szorstkiej gliny. Były pozbawione dekoracji i topornie wykonane.
Garnców tych używano podczas Antesterii, trzecich w ciągu roku świąt ku czci boga Dionizosa, na przełomie stycznia i lutego. Było to święto attyckie i ogólnojońskie. W trzecim dniu Antesterii, nazywanym „chytroj” (stgr. χῠ́τραι), dosł. garnki, który był poświęcony czci zmarłych, Grecy ustawiali dla nich na stołach chytry z potrawami.